# Wolfgang Streeck
Wolfgang Streeck, né le 27 octobre 1946 à Lengerich, est un sociologue allemand.

## Biographie
Il étudie la sociologie à l'Université Goethe de Francfort-sur-le-Main puis à l'Université Columbia.
Il est directeur de l'Institut Max-Planck pour l'étude des sociétés de 1995 à 2014 et directeur émérite depuis 2014.
À seize ans, Streeck est devenu membre du SPD. Il décide de le quitter quand Thilo Sarrazin propose de remettre un prix aux femmes universitaires en cas de grossesse. Depuis l'été 2018, il s'engage au côté de Sahra Wagenknecht dans le mouvement politique Aufstehen.

## Publications

### originales en allemand ou en anglais
- Staat und Verbände. Westdeutscher Verlag, 1994,  (ISBN 3-531-12661-X).
- en collaboration avec Colin Crouch : Political economy of modern capitalism: mapping convergence and diversity. SAGE, 1997,  (ISBN 0-7619-5653-0).
- Internationale Wirtschaft, nationale Demokratie: Herausforderungen für die Demokratietheorie. Campus Verlag, 1998.
- Korporatismus in Deutschland: Zwischen Nationalstaat und europäischer Union. Campus Verlag, 1999,  (ISBN 3-593-36320-8).
- en collaboration avec Kôzô Yamamura : The origins of nonliberal capitalism: Germany and Japan in comparison. Cornell University Press, 2001,  (ISBN 0-8014-3917-5).
- en collaboration avec Martin Höpner : Alle Macht dem Markt? Fallstudien zur Abwicklung der Deutschland AG. Campus Verlag, 2003,  (ISBN 3-593-37265-7).
- en collaboration avec Kathleen Ann Thelen : Beyond continuity: institutional change in advanced political economies. Oxford University Press, 2005,  (ISBN 0-19-928046-0).
- en collaboration avec Colin Crouch : The diversity of democracy: corporatism, social order and political conflict. Edward Elgar Publishing, 2006,  (ISBN 1-84542-613-4).
- Governing interests: business associations facing internationalization. Routledge, 2006,  (ISBN 0-415-36486-8).
- Re-Forming Capitalism: Institutional Change in the German Political Economy. Oxford University Press, Oxford 2009.
- Gekaufte Zeit: Die vertagte Krise des demokratischen Kapitalismus. Suhrkamp, Berlin 2013,  (ISBN 978-3-518-58592-4).
- Wie wird der Kapitalismus enden? Teil I. In: Blätter für deutsche und internationale Politik, 03/2015, Lire en ligne
- Wie wird der Kapitalismus enden? Teil II. In: Blätter für deutsche und internationale Politik, 04/2015 Lire en ligne
- How Will Capitalism End?: Essays on a Failing System. Verso Books, Brooklyn 2016,  (ISBN 978-1-784-78401-0)

### traduites en français
- En finir avec l'Europe, Paris, La Fabrique, 2013, 149 p. (ISBN 978-2-35872-048-9) (ouvrage collectif sous la direction de Cédric Durand)
- L'Âge de la régression  (trad. de l'allemand), Paris, Premier Parallèle, 2017, 316 p. (ISBN 979-10-94841-48-8) (ouvrage collectif sous la direction d'Heinrich Geiselberger)
- Du temps acheté : La crise sans cesse ajournée du capitalisme démocratique [« Gekaufte Zeit: Die vertagte Krise des demokratischen Kapitalismus »]  (trad. de l'allemand), Paris, Gallimard, coll. « NRF Essais », 2014, 400 p. (ISBN 978-2-07-014359-7)
- Entre globalisme et démocratie : L'économie politique à l'âge du néolibéralisme finissant [« Zwischen globalismus und demokatie - Politische Ökonomie in ausgehenden Neoliberalismus »]  (trad. de l'allemand), Paris, Gallimard, coll. « NRF Essais », 2023, 525 p. (ISBN 978-2-07-297335-2)